# Zebulon
I Bibelen er Zebulon den tiende af patriarken Jakobs tolv sønner, og en af de tolv stammer. Navnet Zebulon betyder på Hebraisk (hebraisk: זְבוּלֻן) "gave", ligesom det står: Og Lea sagde: "Gud har givet mig en god Gave, nu vil min Mand blive hos mig, fordi jeg har født ham seks Sønner." Derfor gav hun ham Navnet Zebulon. (Første Mosebog 30:20).